# Денвър
Денвър (на английски: Denver) е столицата на щата Колорадо, окръжен център в окръг Денвър, Съединените американски щати. Окръг и град Денвър се считат за една административна единица.
Наричан е Високият миля град (Mile-High City), защото височината над морското равнище, на която се намира, е точно 1 миля (1609 m).

## Население
Населението на града е 682 545 души (прогноза, 2015). Метрополисът Денвър – Аурора има население от 2 814 330 души и при преброяването от 2015 година е 19-ият по население метрополис.

## История
Денвър е основан през 1858 г. като миньорско поселище в пика на „златната треска“.

## Спорт
Печели домакинството на Зимните олимпийски игри през 1976 г., но гражданите гласуват против него с 62% на референдум, провокиран от утрояването на разходите по организацията им. Така игрите се провеждат в Инсбрук.

## Известни личности
Родени в Денвър
- Тим Алън (р. 1953), актьор и комик
- Майкъл Джей Андерсън (р. 1953), актьор
- Кейт Андрюс (1920 – 1957), автомобилен състезател
- Бъз Калкинс (р. 1971), автомобилен състезател
- Джералд Кар (р. 1932), астронавт
- Касиди (р. 1980), порнографска актриса
- Джон Лаундж (1946 – 2011), астронавт
- Миа Мейсън (р. 1984), порнографска актриса
- Дийн Рийд (1938 – 1986), актьор и певец
- Пол Ромър (р. 1955), икономист
- Робърт Смит (р. 1962), финансист
- Джон Суигърт (1931 – 1982), астронавт
- Джон Сърл (р. 1932), философ
- Франк Уелкър (р. 1946), актьор
- Кони Уилис (р. 1945), писателка
- Дъглас Феърбанкс (1883 – 1939), актьор
- Дейвид Финчър (р. 1962), режисьор
- Робърт Хирис (1932 – 2008), военен
- Джон Хол (р. 1934), физик

Починали в Денвър
- Бъфало Бил (1846 – 1917), шоумен
- Скот Карпентър (1925 – 2013), астронавт
- Петър II Караджорджевич (1923 – 1970), крал на Югославия
- Джон Хенри Тилдън (1851 – 1940), лекар
- Рене Шпиц (1887 – 1974), психоаналитик